# HD 137928
HD 137928，又名BD+54 1747，SAO 29527、HR 5748，是一颗恒星，视星等为6.45，位于銀經87.2，銀緯50.95，其B1900.0坐标为赤經15h 23m 49.1s，赤緯+54° 50.95′ 7″。